# Filip Peliwo
Filip Peliwo (Vancouver, 30 de janeiro de 1994) é um tenista profissional canadense.
Peliwo conquistou o título juvenil do Torneio de Wimbledon em 2012. E com essa conquista tornou-se o primeiro homem canadense a ganhar um Grand Slam de tênis em simples em qualquer nível. Com a vitória, Peliwo também atingiu o N°. 1 no ranking mundial júnior em Julho de 2012. Ele ganhou seu segundo título juvenil de Grand Slam em simples no US Open de 2012. Ainda em 2012, Peliwo foi vice-campeão juvenil de simples nos Grand Slams do Australian Open e de Roland-Garros.

## Biografia
Filip Peliwo nasceu em Vancouver no Canadá, mas seus pais Mark e Monika são poloneses. Ele tem dois irmãos, mas é o único filho de Mark e Monika que não nasceu na Polônia. Durante sua adolescência, Peliwo jogou tênis no North Shore de Inverno Club em North Vancouver BC, mas no início da carreira profissional treinava em Montreal no Centro Nacional de Treinamento.

## Carreira

### Júnior
Em dezembro de 2011, o canadense Filip Peliwo chegou às semifinais do tradicional torneio infanto-juvenil Orange Bowl, na Flórida, nos Estados Unidos.
No início de 2012, Peliwo ganhou o torneio de Grau 1 em Traralgon, na Austrália, depois de vencer o australiano e então N°. 1 mundial juvenil Luke Saville. Em seguida, ele chegou à final do Australian Open juvenil, onde perdeu na decisão para Luke Saville. Na sequência, ele alcançou sua segunda final consecutiva de Grand Slam no Torneio de Roland-Garros, mas perdeu desta vez na final para o belga Kimmer Coppejans. Logo depois, alcançou sua terceira final consecutiva de Grand Slam no Torneio de Wimbledon. E dessa vez Peliwo ganhou seu primeiro título juvenil de Grand Slam com uma vitória sobre o australiano e então atual campeão do torneio Luke Saville. E com essa conquista tornou-se o primeiro homem canadense a ganhar um Grand Slam de tênis em simples em qualquer nível. Com a vitória, Peliwo também atingiu o N°. 1 no ranking mundial júnior em Julho de 2012. Ainda em 2012, Peliwo alcançou sua quarta final consecutiva de Grand Slam juvenil no US Open, onde derrotou o britânico Liam Broady para conquistar seu segundo título de Grand Slam juvenil. Também em 2012, Peliwo chegou às quartas de finais juvenis da chave de duplas do Australian Open e do Torneio de Wimbledon.

### 2012
Em março, Peliwo chegou à sua primeira semifinal profissional da carreira no Challenger de Rimouski, em Quebec, no Canadá. Entretanto parou aí pois perdeu para o compatriota Vasek Pospisil.
No final de agosto, Peliwo também chegou às semifinais do ITF Future de Winnipeg. Já nas duplas, alcançou à final do ITF Future de Winnipeg, mas ele e o compatriota Milan Pokrajac perderam na decisão para a parceria formada pelo croata Ante Pavić e o japonês Yuichi Ito.
Em setembro, Peliwo se tornou um tenista profissional em tempo integral, após sua conquista no US Open juvenil, em Flushing Meadows, no Queens, na cidade de Nova Iorque.
Em novembro, Peliwo alcançou sua primeira final profissional de simples da carreira no ITF Future de Mérida. Mas na decisão perdeu o título do torneio em sets diretos e por um duplo 6/3 para o francês Lucas Pouille.

### 2013
Em maio, Peliwo alcançou sua segunda final ITF Future de duplas da carreira em Heraklion, mas perdeu novamente o título, desta vez para o britânico Joshua Milton e o australiano Andrew Whittington. Uma semana depois, ele chegou a sua segunda final de simples da carreira no ITF Future de Maratona, mas foi derrotado em três sets pelo tcheco Michal Konečný.
No final de junho, como era o atual campeão juvenil do Torneio de Wimbledon, pois conquistou o título em 2012, Peliwo foi premiado com uma vaga no qualificatório de Wimbledon. E ele derrotou o N° 178 do mundo Bradley Klahn na primeira rodada, mas foi eliminado pelo sexto cabeça-de-chave do qualificatório Denis Kudla na próxima rodada.
Em julho, Peliwo alcançou as quartas de final do Challenger de Granby, em Quebec, no Canadá. Já na semana seguinte, em Lexington, ele chegou à semifinal do Challenger local, mas foi derrotado pelo britânico James Ward.
No início de agosto, Peliwo disputou o Masters 1000 do Canadá depois de ter recebido uma vaga para o sorteio principal. E essa foi sua primeira aparição em um torneio ATP Tour. E durante o torneio ele venceu de virada em três sets o N°. 39 do mundo Jarkko Nieminen na primeira rodada. Entretanto, ele foi derrotado na próxima rodada pelo N°. 66 do mundo Denis Istomin em três sets.
No final de agosto, ele alcançou pelo segundo ano consecutivo à final de duplas do ITF Future de Winnipeg, porém perdeu mais uma vez na decisão. E dessa vez para a parceria formada pelo croata Ante Pavić e o canadense Milan Pokrajac.
No final de setembro, Peliwo conquistou seu primeiro título profissional de simples da carreira no ITF Future de Markham, em Ontário, no Canadá, quando o compatriota Philip Bester deu-lhe uma vitória fácil na decisão.

### 2014
Em março, Peliwo chegou à quarta final de duplas de sua carreira no ITF Future de Gatineau. Mas atuando ao lado do compatriota Kamil Pajkowski, ele foi derrotado na final pelos britânicos Edward Corrie e Daniel Smethurst.
Em abril, no ATP 250 de Casablanca, Peliwo venceu as três rodadas do qualificatório e conseguiu vaga na chave principal do torneio. E na primeira rodada da chave principal, ele derrotou o N° 80 do mundo Filippo Volandri, mas depois perdeu em três sets para o N°. 43 do mundo Federico Del bonis na próxima rodada.
Em maio, ele alcançou as semifinais em duplas do Samarkand Challenger. No final de junho, Peliwo alcançou sua primeira final de simples da temporada no ITF Future de Richmond, onde ele foi derrotado na decisão pelo norte-americano Dennis Novikov em três sets. Uma semana depois, no ITF Future de Kelowna, Peliwo chegou a sua segunda final de simples da temporada, mas desta vez foi derrotado pelo australiano Benjamin Mitchell.
Em julho, Peliwo foi premiado com uma vaga na chave principal do ATP 500 de Washington, nos Estados Unidos, porém perdeu na rodada de abertura do torneio para o eslovaco Lukáš Lacko.
Já em setembro, Peliwo alcançou à final da chave de duplas do ITF Future de Markham. Mas ele e Daniel Skripnik de Israel foram derrotados na decisão pela parceria formada por Matt Seeberger e Rudolf Siwy por 2 sets a 0, com parciais de 2–6 e 3–6.

### 2015
Em fevereiro, Peliwo conquistou seu segundo título profissional de simples da carreira no ITF Future de Feucherolles com uma vitória na final por dois sets sobre o holandês Antal van der Duim. Duas semanas depois, ele ganhou seu primeiro título de duplas profissional no ITF Future de Port El Kantaoui, na Tunísia, onde atuando ao lado do italiano Pietro Licciardi derrotou o dueto formado pelos japoneses Hiroyasu Ehara e Takashi Saito na final por 7–6(7–4) e 7–6(7–5).
Em agosto, Peliwo disputou o Masters 1000 do Canadá depois de ter ganho uma vaga na chave principal do torneio. Mas foi derrotado na rodada de abertura pelo N°. 60 do mundo Sergiy Stakhovsky em três sets.
No final de outubro, ele ganhou seu segundo título de duplas no ITF Future de Rodez. Onde jogando com o francês Fabien Reboul ele derrotou na final o dueto formado pelos franceses Jonathan Eysseric e Tom Jomby por 6–7(2–7), 6–4 e [10–4].
Em novembro, Peliwo alcançou à final da chave de duplas do ITF Future de Bath. Mas ele e Sam Barry da Irlanda foram derrotados na decisão pela parceria formada pelos britânicos Lloyd Glasspool e Joshua Ward-Hibbert por 2 sets a 1, com parciais de 4–6, 6–3 e [2–10].